# Love and Bruises
Pour plus de détails, voir Fiche technique et Distribution.
Love and Bruises est un long métrage franco-chinois réalisé par Lou Ye, sorti en 2011 en Chine et en France en 2012.

## Synopsis
Hua, jeune chinoise étudiante de 26 ans, débarque à Paris, où elle pense vivre une grande passion avec un français rencontré à Pékin. Repoussée car ce dernier ne l'aime plus, elle erre dans les rues, désorientée, jusqu'à sa rencontre avec le dynamique Matthieu, monteur de marché. Une grande passion voit le jour, aussi déstabilisante que nécessaire aux deux amoureux.

## Fiche technique
- Titre : Love and Bruises
- Réalisation : Lou Ye
- Scénario : Lou Ye et Liu Jie Falin
- Musique : Peyman Yazdanian
- Photographie : Nelson Yu Lik-wai
- Montage : Juliette Welfling
- Production : Nai An, Pascal Caucheteux et Kristina Larsen
- Société de production : Why Not Productions, Les Films du Lendemain, Dream Factory, Arte France Cinéma, Canal+ et CinéCinéma
- Société de distribution : Wild Bunch Distribution (France)
- Pays :  Chine et  France
- Genre : drame
- Durée : 105 minutes
- Dates de sortie : 
  -  France : 2 novembre 2011

## Distribution
- Corinne Yam : Hua
- Tahar Rahim : Mathieu
- Jalil Lespert : Giovanni
- Vincent Rottiers : Éric
- Sifan Shao : Liang Bin
- Zhang Songwen : Ding Yi
- Patrick Mille : Thierry
- Adèle Ado : Nina, la femme de Mathieu